# Stazione di Bronzolo
Stazione di Bronzolo vasútállomás Olaszországban, Trentino-Alto Adige régióban, Bronzolo településen.

## Vasútvonalak
Az állomást az alábbi vasútvonalak érintik:
- Brenner-vasútvonal

## Kapcsolódó állomások
A vasútállomáshoz az alábbi állomások vannak a legközelebb: 
- stazione di Laives
- Stazione di Ora